# Ariadna pilifera
Ariadna pilifera là một loài nhện trong họ Segestriidae.
Loài này thuộc chi Ariadna. Ariadna pilifera được Octavius Pickard-Cambridge miêu tả năm 1898.